# Raïon d'Altaïskoïe
Le raïon d'Altaïskoïe (en russe : Алта́йский райо́н, Altaïski raïon) est une subdivision administrative (raïon) et une municipalité (raïon municipal) du kraï de l'Altaï dans le sud de la Sibérie. Situé dans le sud du kraï, le raïon se situe au niveau du piémont nord de l'Altaï. Son centre administratif est le village d'Altaïskoïe, et il compte en tout 25 localités, réparties en 10 municipalités. Sa population s'élevait à 26 306 habitants en 2023.

## Situation
Le raïon, comme tout le kraï de l'Altaï, est située dans le fuseau horaire MSK+4 (heure de Krasnoïarsk). Le décalage horaire appliqué par rapport au temps universel coordonné est +07:00.

## Politique et administration
Le raïon est un des 59 raïons du kraï de l'Altaï, dans le district fédéral sibérien. Il est un raïon municipal, et comporte ainsi plusieurs municipalités à l'intérieur de lui.